# 작은사자자리
작은사자자리(Leo Minor 영어 발음: [ˌliːoʊ ˈmaɪnɚ])는 사자자리 북쪽에 위치한 작은 별자리이다.

## 특징
작은사자자리는 어두워서 여간해서는 삼각형으로 보이지 않는다.

## 별과 천체
소구경의 망원경으로는 볼 만한 천체가 적다. 4등급보다 밝은 별은 단 한 개뿐이다.
- 작은사자자리 46(46 Leonis Minoris, Praecipua): 거성에 근접한 크기의 별로, 스펙트럼 분류는 K0이다. 98 광년 떨어져 있고, 3.83 등급의 밝기이다. 작은사자자리에서 가장 밝은 별이지만, 바이어(Bayer) 번호는 주어지지 않았다.
- 작은사자자리 β: 거성으로, 스펙트럼형 분류는 G8, 밝기는 4.21등급이며, 바이어 번호가 주어진 작은사자자리의 유일한 별이다.
- 작은사자자리 R: 장주기 미라형 변광성이며, 372.19일 주기로 6.3등급에서 13.2등급으로 변화한다.
- 작은사자자리 20: 이중성이다. 태양으로부터 14.9광년 떨어져 있다.

## 성운·성단

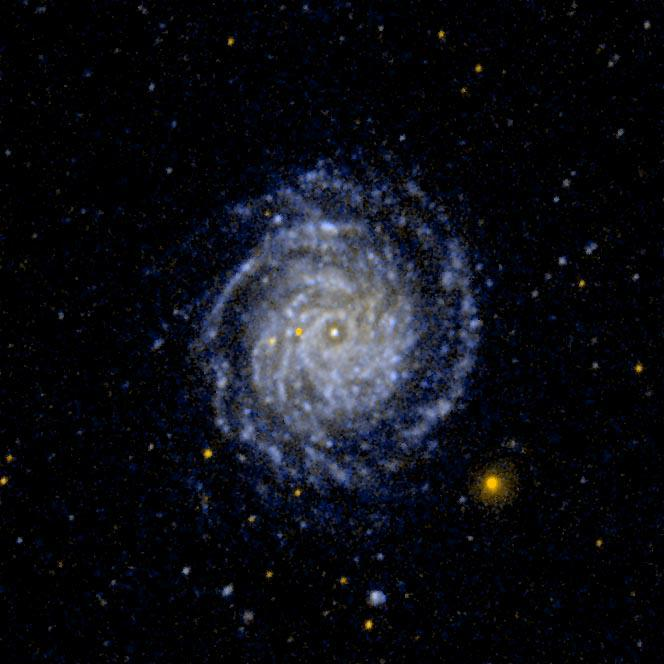
NGC 3003 나선은하

작은사자자리에는 주목할 만한 성운·성단이 없다.
- NGC 3344: 9.9등급 밝기로, 지구로부터 2,500만 광년 떨어져 있는 은하계이다.
- NGC 3003: 11.7등급 밝기로 5.9′의 크기이며, 옆면을 향하고 있는 나선은하이다.

## 신화와 역사
작은사자자리는 요하네스 헤벨리우스에 의해 1687년 만들어졌다.

## 같이 보기
- 사자자리